# Белкин, Анатолий Павлович
Анатолий Павлович Белкин — советский, российский живописец, график, публицист.

## Биография
Анатолий Павлович Белкин родился в Москве 27 сентября 1953 года. Художественное образование получил в Ленинграде, окончив в 1970 Среднюю художественную школу им Б. В. Иогансона. Затем поступил в Институт живописи архитектуры и скульптуры им И. Е. Репина. Обучение на графическом факультете длилось всего два года, после чего последовало отчисление, о причинах которого все источники умалчивают.
Молодому художнику посчастливилось войти в историю, став участником первых в Ленинграде официальных выставок «неофициального искусства» в ДК «Газа» в 1974 году и в ДК «Невский» 1975. Выставки послужили импульсом к образованию объединений художников, одной из задач которых стал выход к зрителю. В одно из таких объединений «Товарищество экспериментального изобразительного искусства» входил и А. Белкин. Уже в 1977 году в Доме культуры имени Дзержинского состоялась первая персональная выставка художника.
Небезынтересен факт сотрудничества А. Белкина, входившего в Горком графиков, с журналами «Аврора» и «Костер». Спустя десятилетия опыт работы журнального художника, по всей видимости, пригодился Анатолию Белкину при создании первого петербургского глянцевого журнала «Собака.ru». Белкин занимал пост главного редактора с 1999 по 2005 год, после чего добровольно покинул журнал, увлекшись новым издательским проектом «Вещь.doc».
С 21 октября по 16 января 2004 года в Государственном Эрмитаже прошла масштабная мистификация «Золото болот». Выставка, иронично обыгрывающая достижения археологов, представляла собой собрание документальных и вещественных лжесвидетельств существования некой «Болотной цивилизации».

## Выставки
- 2018 — «На своем месте». KGallery, Санкт-Петербург, Россия
- 2015 — «Своя среди своих». Галерея Anna Nova, Санкт-Петербург, Россия[3].
- 2013 — «Анатолий Белкин. 1973 - 2013». KGallery, Санкт-Петербург, Россия
- 2006 — «Золото болот». Галерея «Триумф» совместно с Государственным Эрмитажем, Москва, Россия
- 2004 — «Золото болот». Государственный Эрмитаж, Санкт-Петербург, Россия
- 2003 — «Цвет и форма». Центр конгрессов Адриано Оливетти «Даманур креа», Видракко, Италия
- 2002 — «Цвет и форма». Галерея Civica D’Arte Moderna, Сент-Винсент
- 2000 — Открытие памятника Галине Старовойтовой, Александро-Невская Лавра, Санкт-Петербург, Россия
- 1999 — Презентация проекта «Экспедиция № 6». Бизнес-центр «Северная столица», Санкт-Петербург, Россия
- 1997 — Галерея Kura Maralt, Берлин, Германия
- 1996 — «Частная территория». Государственный Русский музей, Санкт-Петербург, Россия
- 1993 — Галерея Werdermann Art, Гамбург, Германия
- 1992 — Галерея Цезар, Гётеборг, Швеция
- 1991 — «Белкин, Чуйков, Косолапов». Галерея Полл, Берлин, Германия
- 1991 — Галерея «Ле Вью Манор» Париж, Франция
- 1991 — Галерея «Лелеко Арт», Лондон, Великобритания
- 1989 — Галерея «Нахамкин», Нью-Йорк, США
- 1988 — «Суоми-банк», Стокгольм, Швеция
- 1977 — Дом культуры имени Дзержинского, Ленинград

## Работы находятся в собраниях
- Государственный Эрмитаж, Санкт-Петербург, Россия
- Государственный Русский музей, Санкт-Петербург, Россия
- Государственный музей истории Санкт-Петербург, Санкт-Петербург, Россия
- Государственный театральный музей, Санкт-Петербург, Россия
- Музей современных искусств им.С.П.Дягилева СПбГУ, Санкт-Петербург, Россия
- Музей современного искусства Эрарта, Санкт-Петербург, Россия
- Стедлик музеум, Амстердам, Нидерланды
- Институт Восточной Европы, Бохум, Германия
- Циммерли арт музеум, Нью-Джерси, США
- Коллекция Нортона и Нэнси Додж
- Дойчебанк, Нью-йоркское отделение
- Музей русского искусства, Монжерон, Франция
- Государственная галерея города Владивостока